# Cameron Bright
Cameron Bright (Nanaimo, 26 de janeiro de 1993) é um ator canadense. Ele tem aparecido em vários filmes, como Running Scared, Ultraviolet, X-Men: The Last Stand, Thank You for Smoking, New Moon, Eclipse e Amanhecer: Parte 2

## Biografia
Bright nasceu Cameron Douglas Crigger, na Colúmbia Britânica, Canadá. Seu primeiro trabalho como ator foi em um comercial da Telus, seguido de uma pequena aparição na série de televisão Higher Ground. Ele apareceu posteriormente em vários papéis menores em filmes feitos para televisão
Depois de um papel de apoio no filme The Butterfly Effect, seu primeiro papel maior foi em Godsend, um filme de terror lançado em abril de 2004, co-estrelando Robert De Niro. No filme seguinte, Birth, ele interpretou um garoto de dez anos que afirmava ser a reencarnação do marido falecido de uma mulher (Nicole Kidman).
Ele foi escolhido para fazer parte do filme New Moon, sequência de Twilight, onde interpretou Alec, irmão gêmeo de Jane, vivida por Dakota Fanning.

## Carreira
| Cinema    | Cinema                   | Cinema                 |
| Ano       | Título                   | Papel                  |
| --------- | ------------------------ | ---------------------- |
| 2002      | Godsend                  | Adam                   |
| 2004      | Efeito Borboleta         | Tommy Miller (Criança) |
| 2004      | Birth                    | Jovem Sean             |
| 2006      | X-Men: O Confronto Final | Sanguessuga            |
| 2006      | Obrigado por Fumar       | Joey Naylor            |
| 2006      | Ultravioleta             | Seis                   |
| 2006      | No Rastro da Bala        | Oleg                   |
| 2007      | Um Natal Milionário      | Danny Saunders         |
| 2007      | Normal                   | Brady                  |
| 2007      | Juno                     | RPG Nerd               |
| 2009      | An American Affair       | Adam Stafford          |
| 2009      | Walled in                | Jimmy (aos 16 anos)    |
| 2009      | Lua Nova                 | Alec                   |
| 2010      | Eclipse                  | Alec                   |
| 2012      | Little Glory             | Shawn                  |
| 2012      | Amanhecer - Parte 2      | Alec                   |
| 2015      | Final Girl               | Shane                  |
| Televisão |                          |                        |
| Ano       | Título                   | Papel                  |
| 2005      | Stargate SG-1            | Orlin                  |
| 2007      | Os 4400                  | Graham Holt            |